# Pintu Padang (Ulu Barumun)
Pintu Padang is een bestuurslaag in het regentschap Padang Lawas van de provincie Noord-Sumatra, Indonesië. Pintu Padang telt 1141 inwoners (volkstelling 2010).